# Assembleia Parlamentar Federal
A Assembleia Parlamentar Federal (em amárico: የፌዴራል ፓርላማ ምክር ቤት) é a sede do Poder Legislativo a nível federal da Etiópia. Fundada oficialmente em 1995, ano em que foi promulgada a atual Constituição da Etiópia, adotou como modelo de organização o sistema bicameral, onde o Conselho da Federação constitui a câmara alta e a Câmara dos Representantes do Povo constitui a câmara baixa do parlamento etíope. 
Localizada na capital federal Adis Abeba, ambas as casas legislativas são comandadas atualmente por membros do Partido da Prosperidade, principal força política do país, estando Agegnehu Teshager na presidência do Conselho da Federação e Tagesse Chafo na presidência da Câmara dos Representantes do Povo desde 18 de outubro de 2018.